# La vergine di cera
La vergine di cera (The Terror) è un film horror statunitense del 1963 diretto da Roger Corman.

## Trama
1806. Un ufficiale francese, Andrè Duvalier, sostiene di vedere una bella donna sul litorale. A seguito di un incidente, viene soccorso da un'anziana signora, che gli consiglia di recarsi al castello del Barone Von Leppe, negando però l'esistenza di alcuna ragazza.
Giunto al castello, riconosce la ragazza nel ritratto di una donna, Ilsa, la Baronessa Von Leppe, morta però anni prima. Le continue apparizioni della ragazza portano il soldato ad investigare sull'accaduto. Duvalier scopre che, molto tempo prima, il Barone Von Leppe aveva sorpreso la moglie a letto con un amante. Furioso, aveva ucciso l'amante, Eric, e poi la stessa moglie. Per tutto il tempo, il fantasma di Ilsa era rimasta sotto il controllo dell'anziana contadina, che in realtà era una strega. Essa aveva comandato al fantasma di tormentare il barone per vendetta, poiché il Barone aveva ucciso proprio il figlio, Eric. Nel corso del film, il fantasma di Ilsa implora il barone di uccidersi, in modo che possano tornare insieme. Dopo molte esitazioni, il barone decide di farlo, forse per espiare i suoi crimini.
Duvalier viene a sapere dal maggiordomo del castello, Stefan, che il barone vuole suicidarsi chiudendosi nella cripta e inondandola, ed inoltre, che, nel combattimento di molti anni prima, ad essere rimasto ucciso non era l'amante, bensì il barone. Da allora, l'amante, Eric, aveva assunto l'identità del Barone ed era arrivato a credere di esserlo veramente. In un folle tentativo di salvare la vita al suicida, rimarranno uccisi tutti, tranne il soldato, che tenterà di salvare anche la ragazza, apparsa per prendersi gioco del folle Barone. Usciti dalla cripta, la ragazza si scioglierà come se fosse di cera, rivelandosi il frutto di un terribile maleficio.

## Produzione
Corman volle girare il film in pochi giorni, cercando di utilizzare le scenografie utilizzate in un altro suo film, La città dei mostri, girato poco tempo prima.
Il cast era composto, tra gli altri, da un giovanissimo Jack Nicholson e da Boris Karloff. L'attrice che interpreta la Vergine di cera è la moglie di Jack Nicholson, Sandra Knight.
Alcune scene del film furono girate da altri: Francis Ford Coppola, Monte Hellman, Jack Hill e Jack Nicholson. La regia multipla diede così al film i punti di vista di più registi.

## Distribuzione
La pellicola è entrata nel pubblico dominio negli Stati Uniti.